# São Bento de Ana Loura
São Bento de Ana Loura é uma localidade portuguesa do Município de Estremoz que foi sede da extinta Freguesia de São Bento de Ana Loura, freguesia que tinha 26,52 km² de área e 32 habitantes (2011), e, por isso, uma densidade populacional de 1,2 hab/km².
A Freguesia de São Bento de Ana Loura foi extinta em 2013, no âmbito de uma reforma administrativa nacional, para, em conjunto com a Freguesia de São Lourenço de Mamporcão, formar uma nova freguesia denominada União das Freguesias de São Lourenço de Mamporcão e São Bento de Ana Loura com sede em São Lourenço de Mamporcão.
São Bento de Ana Loura, como freguesia, surge referenciada em 1534. Fez parte do concelho de Veiros, extinto em Outubro de 1855, tendo  passado a integrar o concelho de Fronteira. Em 4 de Dezembro de 1872 foi anexada ao concelho (atual município) de Estremoz, onde se mantém.
É banhada pela Ribeira de Ana Loura, donde deriva o seu nome.

## População
| População da freguesia de São Bento de Ana Loura | População da freguesia de São Bento de Ana Loura | População da freguesia de São Bento de Ana Loura | População da freguesia de São Bento de Ana Loura | População da freguesia de São Bento de Ana Loura | População da freguesia de São Bento de Ana Loura | População da freguesia de São Bento de Ana Loura | População da freguesia de São Bento de Ana Loura | População da freguesia de São Bento de Ana Loura | População da freguesia de São Bento de Ana Loura | População da freguesia de São Bento de Ana Loura | População da freguesia de São Bento de Ana Loura | População da freguesia de São Bento de Ana Loura | População da freguesia de São Bento de Ana Loura | População da freguesia de São Bento de Ana Loura |
| ------------------------------------------------ | ------------------------------------------------ | ------------------------------------------------ | ------------------------------------------------ | ------------------------------------------------ | ------------------------------------------------ | ------------------------------------------------ | ------------------------------------------------ | ------------------------------------------------ | ------------------------------------------------ | ------------------------------------------------ | ------------------------------------------------ | ------------------------------------------------ | ------------------------------------------------ | ------------------------------------------------ |
| 1864                                             | 1878                                             | 1890                                             | 1900                                             | 1911                                             | 1920                                             | 1930                                             | 1940                                             | 1950                                             | 1960                                             | 1970                                             | 1981                                             | 1991                                             | 2001                                             | 2011                                             |
| 481                                              | 368                                              | 358                                              | 394                                              | 480                                              | 505                                              | 464                                              | 570                                              | 502                                              | 420                                              | 266                                              | 117                                              | 61                                               | 46                                               | 32                                               |

## Economia
Os escassos habitantes da localidade vivem da agricultura e da pecuária.

## História
Apesar da sua pequenez (tanto em superfície, como em número de habitantes), São Bento de Ana Loura tem sido povoado desde tempos muito antigos, como provam vários testemunhos arqueológicos descobertos no solo desta povoação.
Junto à igreja paroquial de São Bento foi descoberto um capitel romano que se encontra exposto no Museu Municipal de Estremoz.
O povoado perdeu e perde população devido à emigração e à migração para os grandes centros urbanos.

## Património
- Igreja de São Bento
- Castro do Castelo Velho
- Igreja de Santo Antão (em ruínas)
- Azenhas

## Cultura
- Espaço Jovem de São Bento de Ana Loura

## Gastronomia
- Sopa de cação
- Ensopado de borrego
- Friginada
- Pão de rala